# 沃尔高·亚当
沃尔高·亚当（匈牙利語：Varga Ádám，1999年11月20日—），匈牙利男子皮划艇运动员。他曾代表匈牙利参加2020年夏季奥林匹克运动会皮划艇比赛，获得男子单人皮艇1000米银牌。